# Vicente de Pereda y Revilla
Vicente de Pereda y Revilla (Santander, 19 de julio de 1881-Madrid, 29 de mayo de 1950) fue un abogado, escritor, crítico e historiador del arte español, hijo del novelista José María de Pereda.

## Vida
Él mismo escribió una autobiografía en 50 años (1942). Tuvo siete hermanos, de los que solo cuatro alcanzaron la edad adulta: Juan Manuel, María Sabina, José María y Salvador; él era el menor y el único hijo del novelista José María de Pereda que quiso ser y fue escritor. Estudió el bachillerato en Santander y Derecho en el Colegio de los Jesuitas de Deusto y en la Universidad de Salamanca, donde fue compañero de José Ortega y Gasset y tuvo por profesor a Felipe Clemente de Diego.
En 1906 contrajo matrimonio con Joaquina Torres Quevedo Allsopp, hija del ingeniero e inventor Leonardo Torres Quevedo, de la que tuvo nueve hijos. Dio conferencias en el Ateneo de Santander. Fue partidario de José Canalejas en su juventud, pero luego militó en las filas del maurismo. En 1904 creó el Sindicato Agrícola de Polanco, perteneciente a la Federación Montañesa Católico Agraria, y fue su primer presidente. En los años veinte se vuelca en el campo como promotor social de un cooperativismo católico, siendo un miembro activo de la Federación Montañesa Católico Agraria. Los Anales del Instituto Nacional de Previsión, creado por el conservador Antonio Maura, recogen sus actuaciones de promoción social agraria y de otro impulsor y amigo, el ingeniero Alberto López Argüello.
En Madrid fue también ateneísta y tertuliano, y estrechó amistad con otros escritores. Benito Pérez Galdós, en carta al crítico Francisco Navarro Ledesma, le definió como un muchacho “muy inteligente y muy simpático” y años más tarde, José del Río Sainz le retrataba con estas palabras:
Joven culto, de una cultura refinada, educado en la corte triunfal de su padre, el inmortal don José María, habituado a los ambientes de los cenáculos y de las tertulias literarias de Madrid, sintió la tentación de confinarse en la aldea.
Colaboró en Blanco y Negro, suplemento del diario de Madrid Abc, y estrenó alguna comedia, como El anillo de Saturno (1931); en ese mismo año recibió un homenaje en el Círculo de Bellas Artes. Su novela Esqueletos de oro (1934) tiene por tema el mundo de la diplomacia. Solo se ha reeditado modernamente (1999) su novela histórica sobre las Guerras cántabras Cantabria (1923). En 1930 su libro Cotos forestales de previsión expresó sus inquietudes sociales y agrícolas y su deseo de promover la repoblación forestal. Cuando se trasladó con su familia a Madrid acreció su publicación de novelas, ensayos y obras dramáticas en las décadas de los veinte y de los treinta; al comenzar la Guerra Civil es detenido y llevada a una checa, pero consigue huir de Madrid. Semanas antes su hijo, el profesor José María de Pereda es asesinado por radicales de izquierdas en Jaén.

## Obras

### Narrativa
- Viejo poema, Madrid, Librería de Victoriano Suárez, 1910.
- La casa de Goethe, Madrid, Imprenta Fortanet, 1912 (novela corta).
- La fiera campesina, Madrid, Imprenta Clásica Española, 1919 (novela).
- Cenizas y leyendas, novela en cinco jornadas, Madrid, Imprenta Clásica Española, 1920.
- Las soberanas circunstancias, Madrid, Renacimiento, 1920; se hizo una segunda edición en 1935.
- La hidalga fea, novela en cuatro jornadas, Madrid, Librería General de Victoriano Suárez, 1922.
- Cantabria, Madrid, Imprenta Clásica Española, 1923. Hay ed. moderna con prólogo de Jesús Pardo y título de Cantabria. La primera novela histórica sobre las Guerras Cántabras. Santander, Ayuntamiento, 1999.
- Juan de Castilla, Madrid, Librería General de V. Suárez, 1925.
- Cartas de un solariego, Madrid, Librería de V. Suárez, 1926.
- Película. Madrid: Editorial Hernando, 1928 (novela).
- Arco Iris, Madrid, Librería de V. Suárez, 1928 (novela).
- Esqueletos de oro, Madrid: Aguilar, 1934 (novela).

### Teatro
- El drama novísimo, ensayo dramático en tres actos y en prosa, Santander, La Propaganda Católica, 1900.
- Burla burlando, 1916 (entremés).
- El viajero inmortal, comedia estrenada en 1929.
- El anillo de Saturno: comedia en tres actos, Madrid: Prensa moderna, 1931.

### Historia del arte
- Estilos arquitectónicos. Su conocimiento y distinción. Madrid, Aguilar, 1901.
- El arte (compendio), Madrid, Hernando, 1930.
- Pintura y escultura. Sus orígenes, épocas y escuelas hasta el siglo XX. Madrid: M. Aguilar editor, s. a. ¿1950?

### Ensayos
- Religión y política, Madrid, Hernando, 1931 (ensayo breve).
- Meditaciones castellanas. Cuaderno I: carácter, Madrid, Tipografía de Alberto Fontana, 1934
- Jesucristo, Madrid: Aguilar, 1939.

### Otras obras
- La vejez: antología comentada, Madrid, Publicaciones del Instituto Nacional de Previsión [1932]
- Cotos forestales de previsión, pról. de Ángel Ossorio y Gallardo, Madrid, Imprenta de Alberto Fontana, 1930.
- Libro de la Caja de Ahorros y Monte de Piedad de Madrid. Bilbao, 1946.
- Selección y estudio de Antología de escritores y artistas montañeses: José María de Aguirre y Escalante. Santander, Librería Moderna, 1949.

### Autobiografía
- 50 años, Madrid, Aguilar, 1942.